# 卡拉珀納爾

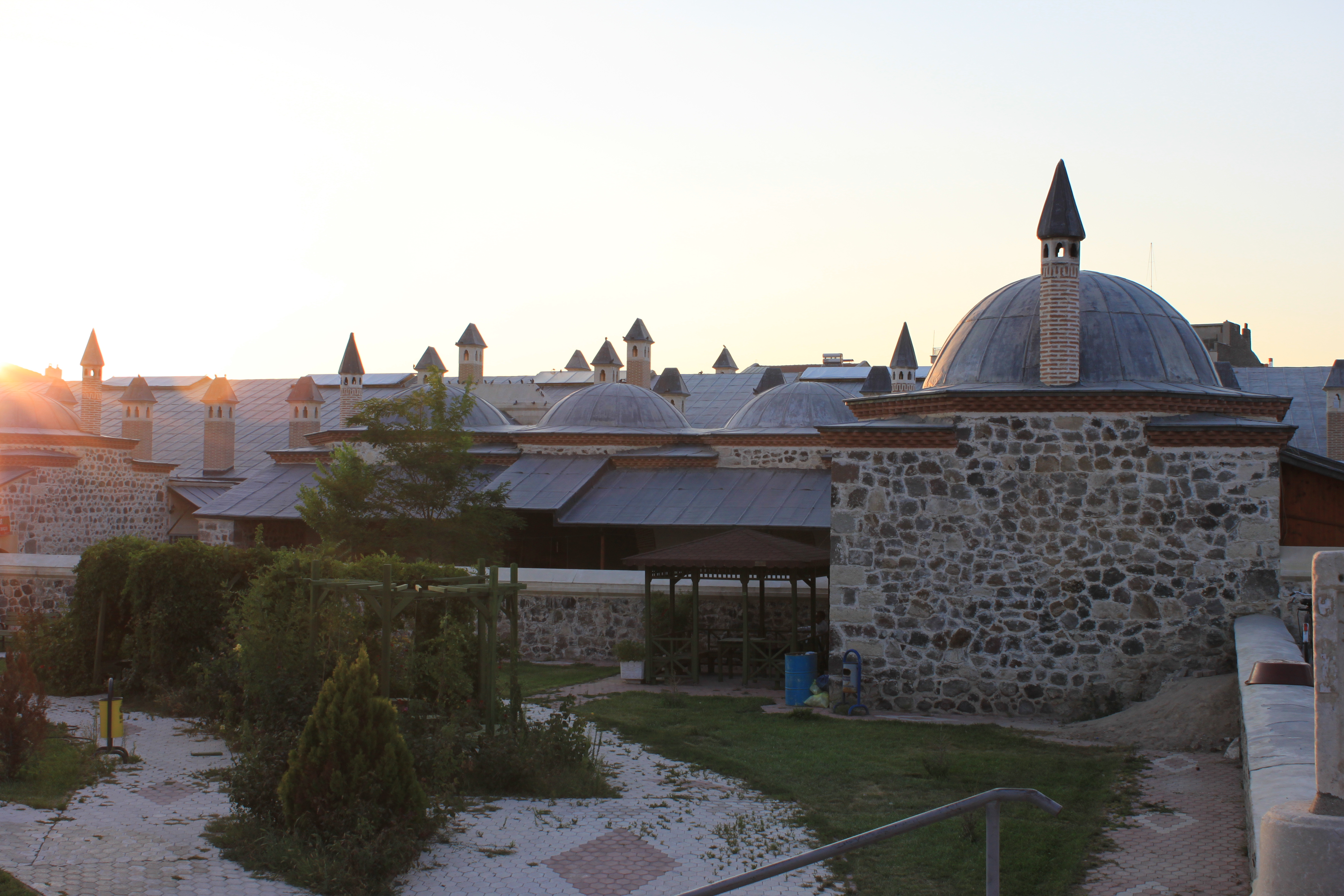
Karapınar; Selimiye Külliyesi

卡拉珀納爾是土耳其的城鎮，位於該國南部，處於科尼亞以東94公里，由科尼亞省負責管轄，面積2,116平方公里，海拔高度987米，2007年人口48,821，人口密度為每平方公里23人。

## 外部連結
- District governor's official website （页面存档备份，存于） （土耳其文）
- District municipality's official website （页面存档备份，存于） （土耳其文）
- Official tourism site （页面存档备份，存于） （土耳其文）

37°42′53″N 33°33′03″E / 37.71472°N 33.55083°E